# کاداسیل
کاداسیل (انگلیسی: CADASIL) یا «سندرم کاداسیل» یا «آرتریوپاتی مغزی اتوزومال غالب به‌همراه انفارکتوس‌های ساب‌کورتیکال و لکوانسفالوپاتی» (Cerebral Autosomal Dominant Arteriopathy with Subcortical Infarcts and Leukoencephalopathy) شایع‌ترین نوع سکته مغزیِ ارثی است که به‌نظر می‌رسد در اثر جهش در ژن «Notch 3» واقع بر کروموزوم ۱۹ رخ دهد.
این بیماری متعلق به گروهی از اختلالات موسوم به لکودیستروفی است و شایع‌ترین علائمش، سردردهای میگرنی و حملات ایسکمیک گذرا (TIA) یا سکته مغزی است که معمولاً در سنین ۴۰ تا ۵۰ سالگی خود را نشان می‌دهد. تصویربرداری ام‌آرآی قادر است نشانه‌های این بیماری را، سال‌ها پیش از پدیدار شدن تظاهرات بالینی‌اش تشخیص دهد.

## علائم و نشانه‌ها
کاداسیل ممکن است با سردردهای حمله‌ایِ  میگرنی (همراه با اورا)، حملات ایسکمیک گذرا ساب‌کورتیکال یا سکته مغزی، یا با اختلالات خُلقی، مابین ۳۵ تا ۵۵ سالگی شروع شود. بیماری در نهایت به سمت زوال عقل همراه با فلج سودوبولبر و بی‌اختیاری ادرار پیش می‌رود.
سکته‌های مغزی ایسکمیک، شایع‌ترین تظاهر کاداسیل است به نحوی که ۸۵٪ مبتلایان به کاداسیلِ علامتدار، دچار حملات ایسکمیک گذرا یا سکته‌های مغزی می‌شوند. میانگین سن بروز این حملات ایسکمیک ۴۶ سالگی است. (دامنه سنی: ۳۰ تا ۷۰ سالگی) دو سوم این بیماران «سندرم لاکونار» کلاسیک دارند و بروز سکته‌های همی‌سفریک (نیم‌کره‌ای) چندان شایع نیست. نکته مهم آن است که بروز سکته‌های مغزی، بدون حضور فاکتورهای خطرساز قلبی-عروقی رخ می‌دهد. سکته‌های خاموش راجعه، با یا بدون علائم بالینی، منجر به افت توانایی‌های شناختی (cognitive) و فراموشی آشکار می‌شوند. یک نمونه از بیمار مبتلا به سندرم کاداسیل نیز با روان‌پریشی اسکیزفرنی‌فرم گزارش شده‌است.

## تشخیص

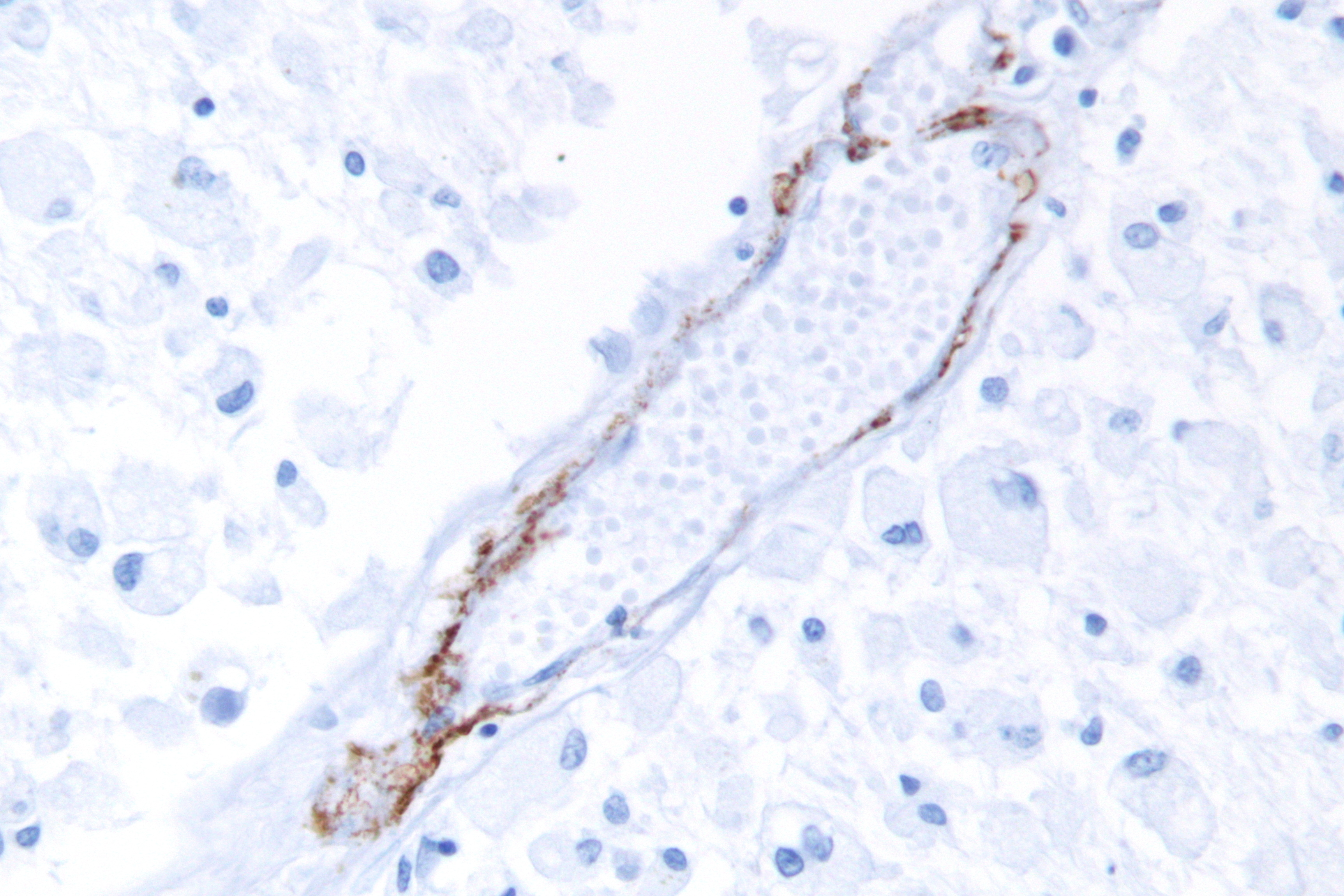
یک ریزنگار که رنگ‌آمیزی ایمنی نقطه‌ای (قهوه‌ای) با پادتن Notch 3 را نشان می‌دهد که مشخصهٔ کاداسیل است.

با آنکه اصولاً ام‌آرآی جهت تشخیص این بیماری بکار نمی‌رود، اما تغییرات مغزی را به‌خوبی نشان می‌دهد. ضایعات متعدد مغز در اندازه‌های مختلف به‌ویژه در اطراف عقده‌های قاعده‌ای، پل مغز و ماده سفید از مشخصه‌های مهم کاداسل است.
تشخیص قطعی این بیماری با آزمایش‌های ژنتیکی و توالی‌یابی کلِ Notch 3 مقدور است. با این وجود، چون این آزمایش گران است، می‌توان با انجام یک بیوپسی پوستی و یافتن شواهد جهش ژنی در رگ‌های کوچک یا متوسط، آن را تشخیص داد.

## درمان
این بیماری درمان خاص ندارد. از آنجایی که سردردهای میگرنی و سکته‌های گذرا در بیماران کاداسیل عیناً مشابه بیماران معمولی دیگر است، هرگونه درمان علامتی نیز، به صورتِ تجربی (empiric) انجام می‌شود، چرا که اطلاعات کافی در این باره در دسترس نیست. داروهای ضدپلاکتی نظیر آسپیرین، دی پیریدامول، کلوپیدوگرل ممکن است در پیشگیری از حملات سکته مؤثر باشند. با این وجود، تجویز داروهای ضدپلاکت با در نظرگرفتنِ ماهیت خونریزی‌های کوچک (میکروهموراژها) ممکن است قابل توصیه نباشد. کنترل فشار خون در این بیماران حائز اهمیت است. مصرف کوتاه‌مدت آتورواستاتین (نوعی داروی کاهش‌دهندهٔ کلسترول از خانوادهٔ استاتین‌ها) در پارمترهای همودینامیک مغزی بیماران کاداسیل مفید نبوده‌است؛ اما درمانِ بیماری‌های همراهی چون کلسترول بالا توصیه می‌شود. هچنین توصیه می‌گردد که مصرف قرص‌های ضدبارداری خوراکی متوقف شوند. برخی متخصصان می‌گویند که برای درمان میگرن نباید از داروهای حاوی تریپتان به‌سبب خواص منقبض‌کنندهٔ عروقی‌شان استفاده شود. البته چنین توصیه‌ای فراگیر و همگانی نیست. همچون سایر افراد، بیماران مبتلا به کاداسیل را نیز باید تشویق کرد که سیگار را کنار بگذارند.
ال-آرژینین را به عنوان یک داروی مؤثر بالقوه در درمان کاداسیل پیشنهاد نموده‌اند اما تا سال ۲۰۱۷ میلادی، هنوز هیچ پژوهش بالینی، کارایی آن را اثبات نکرده‌است. داروی دونپزیل که در درمان بیماری آلزایمر بکار می‌رود، تأثیری در بهبود عملکرد حرکتی بیماران کاداسیل نداشته‌است.

## در فرهنگ عامه
گفته می‌شود که جان راسکین احتمالاً به کاداسیل مبتلا بوده‌است. همچنین پژوهش‌های اخیر دربارهٔ بیماری فیلسوف مشهور فریدریش نیچه نشان داده‌است که احتمالاً بیماری ذهنی و مرگ او ناشی از کاداسیل بوده‌است و نه سیفلیس ثالثیه.  علاوه بر اینها، مرگ زودهنگام فلیکس مندلسون در ۳۷ سالگی در اثرِ سکته مغزی، ممکن است به دلیل کاداسیل بوده باشد. خواهر او فانی مندلسون نیز با بیماری مشابهی درگذشت.
شخصیت «جولیا» در فیلم دریای درون هم مبتلا به کاداسیل است.